# HMS Valentine (L69)
«Валентайн» (L69) (англ. HMS Valentine (L69)) — військовий корабель, лідер ескадрених міноносців «Адміралті» типу «V» Королівського військово-морського флоту Великої Британії за часів Першої та Другої світових війн.
«Валентайн» був закладений 8 серпня 1916 року на верфі компанії Cammell Laird у Беркенгеді. 24 березня 1917 року він був спущений на воду, а 27 червня 1917 року увійшов до складу Королівських ВМС Великої Британії.
Корабель брав участь у бойових діях на морі в Першій та Другій світових війнах, а також залучався разом з іншими британськими кораблями до бойових дій в акваторії Балтійського моря, захищаючи незалежність Балтійських країн під час громадянської війни в колишній Російській імперії. У роки Другої світової переважно бився в Атлантиці. За проявлену мужність та стійкість у боях бойовий корабель заохочений бойовою відзнакою.
15 травня 1940 року лідер «Валентайн» був пошкоджений внаслідок атаки німецького пікіруючого бомбардувальника, викинувся на берег поблизу нідерландського муніципалітету Тернезен. 1953 році залишки зруйнованого есмінця були частково розібрані на металобрухт, решта перебуває у напівзатопленому стані біля узбережжя.